# Bobo Stenson
Bobo Stenson, właściwe Bo Gustav Stenson (ur. 4 sierpnia 1944 w Västerås) – szwedzki pianista jazzowy. Lider Bobo Stenson Trio, które tworzy wraz z basistą Andersem Jorminem i perkusistą Jonem Fältem.

## Życiorys
W latach 60. towarzyszył amerykańskim muzykom grającym w Sztokholmie, m.in. Sonny’emu Rollinsowi, Stanowi Getzowi i Gary’emu Burtonowi. Współpracował z Donem Cherrym, odkąd Cherry zamieszkał w Skandynawii.
W latach 70. współpracował z zespołem Rena Rama i Palle Danielssonem, a także tworzył trio z kontrabasistą Arildem Andersenem i perkusistą Jonem Christensenem. Współpracował także z saksofonistą Janem Garbarkiem. W 1988 dołączył do kwartetu Charlesa Lloyda. Od 1996 występuje na festiwalach jazzowych z sekstetem/septetem Tomasza Stańki.

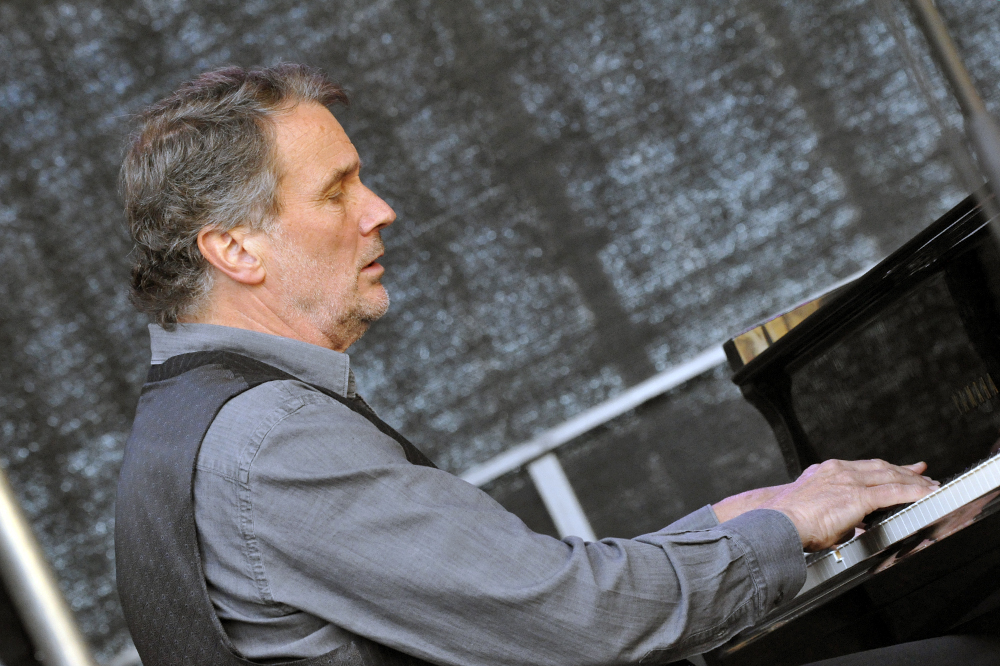
Bobo Stenson podczas Stockholm Jazz Festival 2010.

## Dyskografia

### Jako lider
- Underwear (ECM, 1971)
- The Sounds Around the House (Caprice, 1983)
- Very Early (Dragon, 1986)
- Reflections (ECM, 1993)
- War Orphans (ECM, 1997)
- Serenity (ECM, 1999)
- Goodbye (ECM, 2005)
- Cantando (ECM, 2007)
- Indicum (ECM, 2012)

### Współpraca
Z Donem Cherrym
- Dona Nostra (ECM, 1993)

Z Janem Garbarkiem
- Sart (ECM, 1971)
- Witchi-Tai-To (ECM, 1973)
- Dansere (ECM, 1975)

Z Charlesem Lloydem
- Fish Out of Water (ECM, 1989)
- Notes from Big Sur (ECM, 1991)
- The Call (ECM, 1993)
- All My Relations (ECM, 1994)
- Canto (ECM, 1996)

Z George’em Russellem
- Listen to the Silence (Soul Note, 1971)

Z Terje Rypdalem
- Terje Rypdal (ECM, 1971)

Z Tomaszem Stańką
- Matka Joanna (ECM, 1994)
- Leosia (ECM, 1996)
- Litania (ECM, 1997)

Z innymi
- Agram (Ale Möller/Lena Willemark)
- Xieyi (Anders Jormin)
- Change of Heart (Martin Speake)
- Parish (Thomas Stronen)
- La Nuit de Wounded Knee (Doudou Gouirand)